# SM U-35
O SM Unterseeboot 35 foi um submarino alemão que serviu na Kaiserliche Marine durante a Primeira Guerra Mundial .
Foi o submarino alemão com maior número de sucessos durante o conflito, tendo afundado 226 navios (538 497 t) e avariado outros dez (36 889 t) .
Participou de 17 patrulhas ao longo da sua carreira entre 1914 e 1918, atuando próximo a costa do Reino Unido e posteriormente na região do Mar Mediterrâneo.
Rendeu-se em 26 de novembro de 1918. 

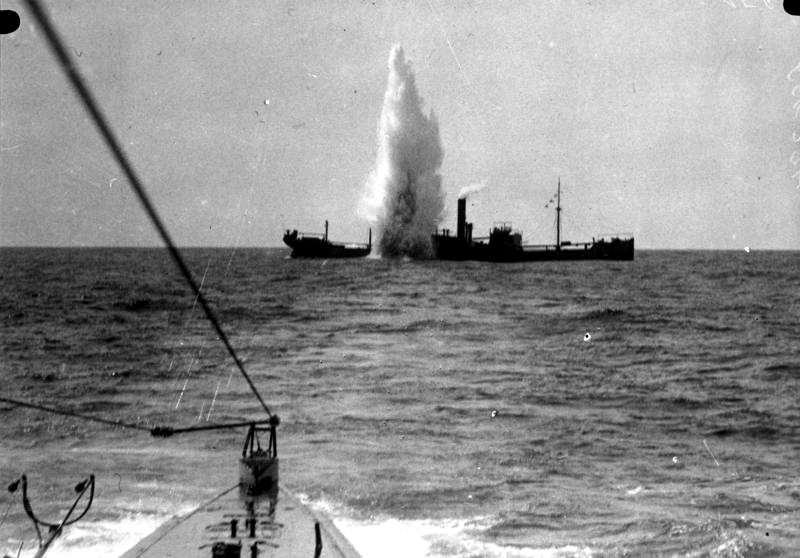
Navio mercante inglês Maplewood, sendo torpedeado pelo SM U-35 (7 de abril de 1917).

## Comandantes
- 3 Nov 1914 - 12 Nov 1915: Waldemar Kophamel
- 13 Nov 1915 - 16 Mar 1918: Lothar von Arnauld de la Perière
- 17 Mar 1918 - 13 Aug 1918: Ernst von Voigt
- 14 Oct 1918 - 11 Nov 1918: Heino von Heimburg

## Subordinação
- 3 de novembro de 1914 - 1º de agosto de 1915 - II Flotilha
- 23 de agosto de 1915 - 11 de novembro de 1918 - Pola Flotilha

## Resumo da história de ação
| Data | Nome | Nacionalidade  | Tonelagem | Fatalidade |
| ---- | ---- | -------------- | --------- | ---------- |
|      |      | United Kingdom | 3,459     |            |